# Vlag van Ngatpang

Vlag van Ngatpang

De vlag van Ngatpang bestaat uit wijnranken op een witte achtergrond die een lamp van klei omringen. De drie strengen die de lamp vasthouden stellen de drie gehuchten van Ngatpang voor.